# محرك ديزل

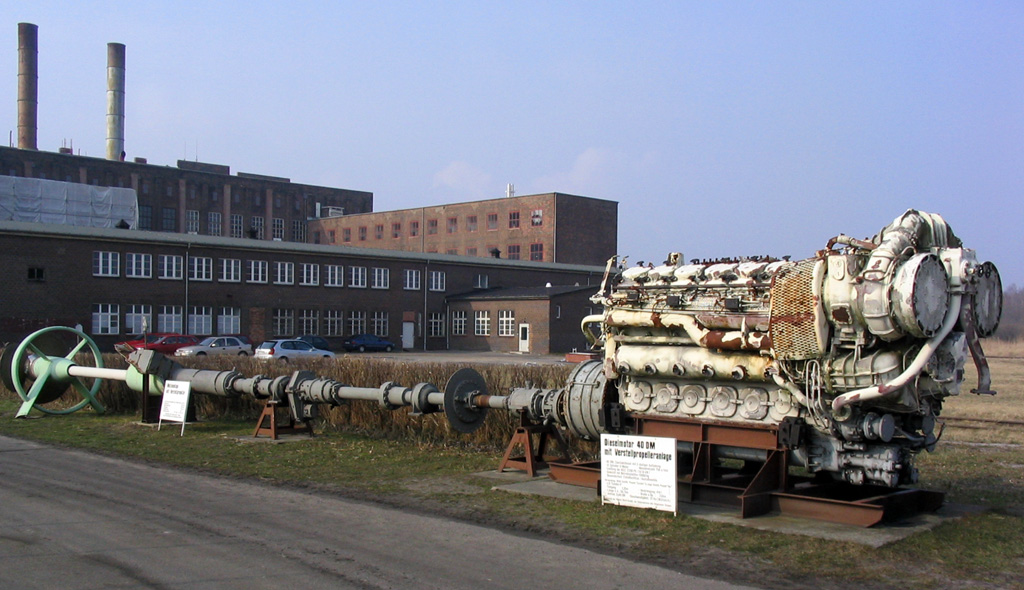
محرك ديزل لسفينة

محرك الديزل هو من محركات الاحتراق الداخلي حيث يقوم بتحويل الطاقة الكيميائية الكامنة في ديزل إلى طاقة حركية.
أول من اخترع المحرك الديزل هو المهندس الألماني رودولف ديزل في عام 1892 والهدف من وراء هذا الاختراع هو إيجاد محرك ذو كفاءة أعلى من كفاءة محرك البنزين. وتأتي الزيادة في الكفاءة من ارتفاع نسبة الضغط (compresses ratio) في محركات الديزل حيث تتراوح ما بين 1:14 إلى 1:25 أما البنزين فيتراوح ما بين 1:8 إلى 1:12 وكما هو معروف أن كفاءة المحرك تتناسب طرديا مع نسبة الضغط.
يمكن تفسير كيفية عمل محرك الديزل استنادًا إلى الترموديناميكا التي تصف عملية الديزل (Diesel Process) على النحو التالي:
| 1. يتم ضغط الغاز تحت ظروف إيزونتروبية أي أن الغاز يضغط دون تبادل للحرارة مع المحيط الخارجي للآلة الضاغطة(النظام). 2. إضافة حرارة للمنظومة مع الاحتفاظ بنفس الضغط (isobaric). 3. تمدد الغاز إيزونتروبيا. 4. إخراج الحرارة من الآلة الضاغطة مع المحافظة على نفس الحجم. |

طريقة عمل المحرك

طريقة عمل المحرك دورة ديزل الرباعية..
1.سحب
2.ضغط
3.اشتعال
4.عادم

تسمى دورة المكبس باسم دورة ديزل الرباعية..
تتم هذه الدورة في أربعة أشواط للمكبس (سحب-ضغط-اشتعال-عادم) ولفتين للعمود المرفقى.
الشوط الأول: شوط السحب.
وفيه يتحرك المكبس من النقطة الميتة العُليا إلى النقطة الميتة السُفلى محدثًا خلخلة في ضغط الهواء داخل غرفة الأسطوانة فيقل الضغط داخل الغرفة أقل من الضغط الجوي فتتمكن شحنة من الهواء والوقود بالدخول إلى غرفة الأسطوانة.
الشوط الثاني: شوط الضغط.
وفيه يتحرك المكبس من النقطة الميتة السُفلى إلى النفطة الميتة العُليا ضاغطًا أمامه الشحنة المكونة من الهواء والوقود.
الشوط الثالث: شوط الاشتعال.
وقبل نهاية شوط الضغط بقليل تنفجر الشحنة وبذلك تعمل على دفع سطح المكبس إلى أسفل.
الشوط الرابع:شوط العادم.
وفيه يتحرك المكبس من النقطة الميتة السُفلى إلى النقطة الميتة العُليا ضاغطًا أمامه بقايا احتراق الوقود خارج غرفة الأسطوانة
وهكذا مع باقي الأسطوانات إلى أن يتوقف المحرك...

## ميزات ومساوئ محرك الديزل
1. ذو كفاءة عالية مقارنة بمحرك البنزين. لنفس حجم المحرك يكون محرك الديزل ذو قدرة وعزم دوران أعلى من محرك البنزين.
2. يعتبر وقود الديزل ذو تكلفة منخفضة مقارنة ببقية أنواع الوقود كما أن الطاقة الكامنة فيه أعلى من الطاقة الكامنة في وقود البنزين.
3. إن نسبة الضغط العالية في محركات الديزل والتي تصل إلى 1:26 يجبر المصمم على زيادة حجم ووزن المحرك مما يؤدي إلى غلاء محركات الديزل نسبيا.
4. تستخدم محركات الديزل بكثرة في المعدات التي تحتاج قدرة وعزماً عاليين، على سبيل المثال مولدات الكهرباء الضخمة والآليات الكبيرة، لأن الكتلة الكبيرة لمحركات الديزل تجعل التعجيل التسارعي للمحرك قليلا مقارنة بمحرك البنزين مما يقلل رغبة استخدامها في السيارات الصغيرة.
5. يمكن الحصول على سرعات بطيئة مباشرة من المحرك دون اللجوء إلى علبة تخفيض السرعات.كما هو الحال في محركات السفن الضخمة.

## محرك الديزل الحديث في السيارات
تعتمد محركات الديزل على مبدئ الاشتعال الذاتي لخليط الوقود بالهواء إلا أن هذا الخليط تطبيقيا لا يشتعل حين يكون المحرك باردا مما يجعل محرك الديزل لايحتاج رغم كونه محرك اشتعال ذاتي إلى شموع إشعال. كما أن المحرك يحتاج ليبدئ عمله إلى أن يطلقه محرك كهربائي. أي أنه في البداية يقوم محرك كهربائي بتحريكه وبضخ الهواء فيه. تستعمل العديد من المحركات تقنية صمام الضخ الموحد common rail الذي يمكن من الوصول إلى درجات عالية من الضغط بالوقود والتحكم في ضخه في غرف احتراق المحرك وهو نظام موجود تقريبا في معظم المحركات ذات الضخ المباشر أي المحركات التي يتم مباشرة إحراق الوقود فيها بعد خروجه من المضخة على عكس أنظمة الضخ الغير المباشرة حيث تكون طريقة بناء غرفة الاحتراق والضخ بكيفية تجعل الخليط يختلط جيدا قبل الاحتراق حيث إن هذه التقنية لا حاجة لها في تقنية الضخ المباشر. محركات الديزل الحديثة كلها متحكم فيها عن طريق حاسوب إلكتروني مضمن في السيارة يقوم بالتحكم في كمية الوقود المضخة في غرف الاحتراق بالإضافة إلى التحكم في العديد من المعاملات الأخرى انطلاقا إما من نماذج عن تلك العمليات أو عن مستشعرات مثل مستشعر لمدا أو مستشعر التدفق الهوائي. يمكن التحكم في محركات الديزل من الوصول إلى خاصيات أفضل والحصول على قوة أكبر باستهلاك أقل للديزل بالإضافة إلى التحكم في نسبة الانبعاثات.